# Jan Rymwid
Jan Rymwid herbu Lis Odmienny (zm. w 1678/1679 roku) – podstoli upicki w 1678/1679 roku, pisarz grodzki upicki w latach 1672-1678, cześnik mozyrski już w 1664 roku.
Był elektorem Michała Korybuta Wiśniowieckiego z Księstwa Żmudzkiego w 1669 roku. Był elektorem Jana III Sobieskiego z powiatu upickiego w 1674 roku. 